# Leonardo-da-Vinci-Gymnasium Köln-Nippes
Das Leonardo-da-Vinci-Gymnasium Köln-Nippes (vormals Städtisches Gymnasium Köln-Nippes) wurde 1903 als Realprogymnasium im Kölner Stadtteil Nippes gegründet und liegt seit dem Bau des heutigen Gebäudes (1907) dem Leipziger Platz gegenüber an der Blücherstraße, weshalb es oft auch als „Blücher-Gymnasium“ bezeichnet wird. 1960 begann der Bau der Sternwarte und des Planetariums.
Das Gymnasium wurde im Februar 2011 durch einen Beschluss der Schulgremien und des Rats des Bezirks Nippes in Leonardo-da-Vinci-Gymnasium Köln-Nippes umbenannt. Das Gymnasium wird von etwa 915 Schülern besucht, die von 70 Lehrern unterrichtet werden.

## Geschichte

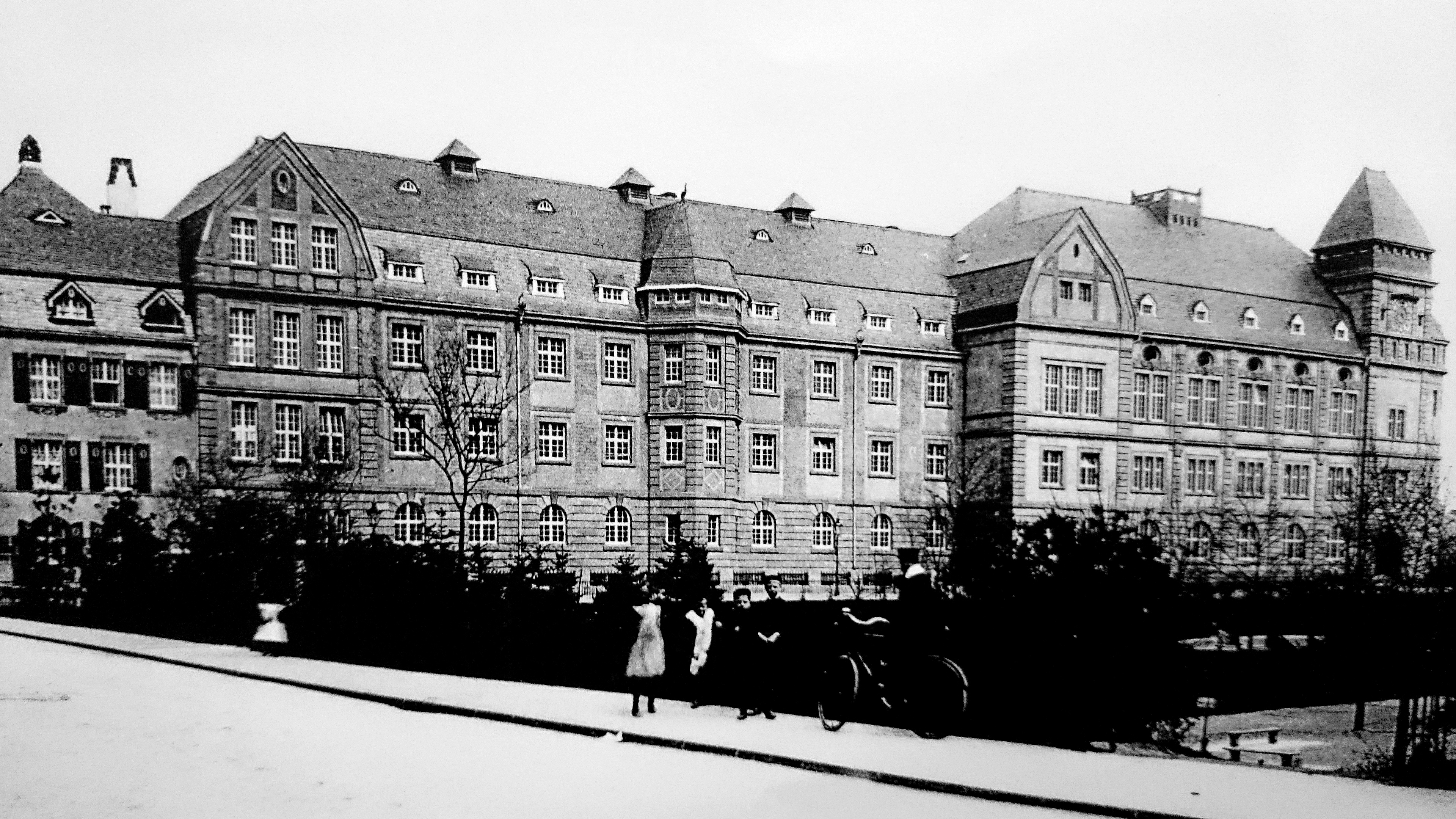
Das Gymnasium in Ursprünglicher Form vor dem Zweiten Weltkrieg. Das Bild wurde westlich vom Leipziger Platz aufgenommen und zeigt die Südseite des Gymnasiums.

### Von der Gründung bis 1933
Die Kölner Stadtverordneten-Versammlung beschloss am 14. August 1902 die Gründung eines Realprogymnasiums für den Kölner Norden. Ostern 1903 begann der Schulbetrieb: Drei Klassen mit 117 Schülern wurden bis zur Fertigstellung des Schulgebäudes in der Volksschule Steinberger Straße untergebracht. Durch Ministerialerlass wurde die Schule 1907 als Realprogymnasium anerkannt und konnte zur Vollanstalt ausgebaut werden. Der städtische Baurat Friedrich Bolte plante das heutige Schulgebäude, das 1908 durch den damaligen Bürgermeister Wallraf feierlich übergeben wurde. 1910 erfolgte die Durchführung der ersten Reifeprüfung mit 12 Oberprimanern. Die Schule wurde dadurch als Realgymnasium anerkannt. In Erinnerung an die Freiheitskriege sollte die Schule 1913 den Namen Görres-Realgymnasium erhalten, doch wurde das auf Grund politischer Meinungsverschiedenheiten in der Bürgerschaft vom Preußischen Kultusministerium abgelehnt. Durch die Schulreform von 1925 wurde die Schule zu einem Neusprachlichem Gymnasium.
Ende der 1920er, Anfang der 1930er Jahre hatte sich in Köln-Nippes die Künstlergemeinschaft „Rheinische Gruppe“ gebildet, die literarisch-musikalische Veranstaltungen ausrichtete und sich in der Buchhandlung von Goswin Peter Gath auf der Neusser Straße traf. Der Gruppe gehörte eine Reihe von Schülern des Nippeser Gymnasiums an, unter anderem Erwin Bücken, Albrecht Fabri, Herbert Franke und Peter Schäfer.

### Zeit des Nationalsozialismus
1931 übernahm Karl Eckermann die Schulleitung. Er versuchte die Schule noch längere Zeit von antisemitischen Übergriffen zu bewahren. 1934 wurde er von dem damaligen Beigeordneten Wilhelm Niemeyer denunziert: „An der höheren Schule in Nippes sind die großen Reden des Führers noch nie einwandfrei zu hören gewesen“. Niemeyer beanstandete auch die Benachteiligungen von HJ-Mitgliedern und prangerte die Unterlassung des Hitlergrußes durch einen Lehrer der höheren Schule in Nippes an. Eckermann hatte auch einen „Halbjuden“, der die Stütze des Schulorchesters war, solange es eben ging, auf der Schule gehalten. Mitte 1945 wurde er pensioniert. Ein ehemaliger Schüler schrieb über Karl Eckermann: „Der trug zwar das Abzeichen der NS-Partei, anders hätte er sich in seinem Amt nicht halten können, aber wir wussten, dass der Leiter der Schule noch nicht vor dem Ungeist der Zeit kapituliert hatte.“
Auszüge aus den Jahresberichten der Schule zeigen, wie die Schule im öffentlichen und politischen Leben stand und davon abhängig war: Im Laufe des Schuljahres 1934/35 hat sich die Mitgliederzahl von Jungvolk, HJ und SA von 50 % auf 70 % gesteigert. Am 1. Mai 1934 marschierten die Schüler geschlossen zu dem großen Platz am Aachener Tor und hörten die Übertragung der Kundgebung der Berliner Schuljugend aus dem Lustgarten. Am 20. Juni 1934 war ein großer Teil der HJ von 10 Uhr ab aus Anlass der Stemstaffette zum Geburtsort Schillers zur Spalierbildung beurlaubt. Vom 25. Juni bis 14. Juli 1934 nahmen die Schüler der UII an einem Schulungslager in Darscheid teil. Am 13. Mai 1935 besuchten die Schüler mit ihren Lehrern in den beiden letzten Stunden den Film „Triumph des Willens“ im Ufa-Film-Palast. Am 17. März 1936 fiel der Unterricht wegen des Besuches des Ministerpräsidenten Göring in Köln aus. Die Schüler bildeten Spalier. Am 27. Mai 1936 hatte der Reichskolonialbund zu einer Feierstunde in das Realgymnasium Köln-Nippes eingeladen, wo die Überreichung der Karl-Peters-Südkreuz-Flagge an die Schule stattfand. Am 19. Oktober 1936 beteiligte sich die Schule an einer großen Luftschutzübung mit mehrmaligem großem Alarm. Am 30. März 1938 war schulfrei wegen Hitlers Anwesenheit in Köln. Am 25. Juni 1940, dem Tage des Waffenstillstandes zwischen Deutschland und Frankreich, wurden die Schüler zu einer Feier versammelt. Der Tag war schulfrei.
Zu den Schülern, die während der Zeit des Nationalsozialismus verfolgt, inhaftiert, deportiert und ermordet wurden zählen unter anderem Paul Langen, Karl Emil Meyer, Fritz Waller, Carl Ludwig Spier, Siegfried Herz, Hans Rosenberg, Heinrich Eduard Miesen, Hans Hermann Osser, Walter Lippert und Günter Roßbach.
Ab 11. November 1939 wurden die Schulräume und die Turnhalle vom Militär, dem städtischen Wirtschaftsamt und anderen Ämtern belegt. Der Unterricht fand am Hansaring statt. Am 17. Dezember 1939 erfolgte die Rückkehr der Gymnasiasten aus ihrem Ausweichquartier. Am 31. Mai 1942 wurde das Gymnasium vom Tausend-Bomber-Angriff schwer getroffen und ein Raub der Flammen. Das zweite Obergeschoss einschließlich der Aula brannte völlig aus. Unterricht war ab jetzt nicht mehr möglich. Für ein Jahr wurde das Gymnasium am Hansaring zum Ausweichquartier. Die Schüler, das Kollegium und französische Kriegsgefangene setzten in der Zeit das Gebäude notdürftig instand. Im Sommer 1943 zerstörte ein neuer Angriff, was mühsam wieder aufgebaut war. Das Notdach der Aula wurde zerstört, das obere Stockwerk ganz abgetragen. Die Nässe sickerte durch, Der Unterricht musste mehr und mehr in den Keller verlegt werden. Im Sommer 1944 wurde die Schule behördlicherseits geschlossen.

### Von 1945 bis zur Gegenwart
Erst ein Jahr später, am 26. November 1945, konnte der Unterrichtsbetrieb in der Blücherstraße wieder aufgenommen werden. Zu diesem Zeitpunkt waren noch 1000 Fensterscheiben defekt. 1953 feierte die Schule das 50-jährige Jubiläum. Die neugestaltete Aula wurde eingeweiht; drei Jahre später wurde eine neue Turnhalle fertig gestellt. Zeitweilig beherbergte die Schule Schüler des Humboldt-Gymnasiums und noch viele Jahre lang war das Abendgymnasium der Stadt Köln Gast im Nippeser Gebäude. Der damalige Schulleiter, Hermann Gundermann, veranlasste den Bau der Sternwarte und des Planetariums. Die Schülermitverwaltung startete erneut den Versuch, der Schule einen Namen zu geben. Ihr Vorschlag: „Dr.-Martin-Luther-King-Gymnasium“ fand jedoch keine Mehrheit in der damaligen Schulgemeindeversammlung, der Vorgängerin der heutigen Schulkonferenz. Ab 1972/73 wurde das Gymnasium Köln-Nippes Koedukationsschule: 30 Mädchen wurden in die Sexta aufgenommen. 1978 feierte die Schule das 75-jährige Jubiläum. Ein Fest mit einem Musikabend in der Aula fand statt. Am 1. Juli 1980 wurde das Gymnasium als Baudenkmal eingetragen.
Ab 1990 erhielt die Schullandschaft in NRW mannigfaltige Impulse für eine Neu- und Umgestaltung in pädagogischer, struktureller und organisatorischer Sicht. Das Nippeser Gymnasium hatte schon sehr früh damit begonnen, die Neuen Medien in das Unterrichtsgeschehen einzubinden. Das Gymnasium Köln-Nippes wurde regelmäßig als Modellschule für mediale Erziehung vom Bundesministerium für Bildung und Forschung im Rahmen der Projekte Schulen ans Netz oder Infoschul ausgewählt und erhielt eine gezielte finanzielle Förderung. Daraus resultierte ein Schul-Intra-Net, das der Schülerschaft und dem Kollegium ermöglichte, von vielen Stellen inner- und außerhalb von Fachräumen „ins Netz“ zu gehen oder mit entsprechender Software Recherchen zu betreiben.
Mit der Fertigstellung des Selbstlernzentrums im Jahr 2003 waren die medialen Voraussetzungen zur Verwirklichung des Konzepts des Selbständigen Lernens gegeben. Seit einigen Jahren kooperiert die Schule in der Sekundarstufe II mit dem Erich Kästner-Gymnasium in Köln-Niehl, um den Schülern in der Oberstufe ein größeres Angebot zu ermöglichen. Am 27. September 2003 fand der Festakt zum 100-jährigen Bestehen der Schule statt.
Die Stadt Köln als Schulträger gab dem Antrag der Schulkonferenz vom 30. Juni 2010, das Gymnasium Köln-Nippes umzubenennen, statt, sodass das Nippeser Gymnasium ab Februar 2011 folgenden offiziellen Namen trägt: Leonardo-da-Vinci-Gymnasium Köln-Nippes. 2014 wurden verschiedene Baumaßnahmen abgeschlossen: Sanierung der Turnhalle, Neubau einer Mensa und Neugestaltung des Schulhofs.
2019 ist das Leonardo-da-Vinci-Gymnasium dem Netzwerk Schule ohne Rassismus – Schule mit Courage beigetreten. Projektpate der Schule ist der Musiker Stephan Brings.
Das Leonardo-da-Vinci-Gymnasium hat im Februar 2022 einen zweiten Standort erhalten, und zwar das komplette Gebäude der ehemaligen katholischen Hauptschule Bülowstraße (jetzt katholische Hauptschule am Rhein in der Niederichstraße). Das Gebäude bietet Platz für ca. 360 Schülerinnen und Schüler und trägt damit der steigenden Nachfrage nach Schulplätzen im Stadtteil Nippes Rechnung.

## Veranstaltungen und Wettbewerbe
- Blücherjam (jährlicher Talentwettbewerb)[7]
- Fußballturnier
- Geschichtenerzähl-Contest (L.E.O.)
- Känguru-Wettbewerb (Mathematik)
- Köln-Marathon
- Kölner Sprintcup
- Schulfest mit Ehemaligentreffen
- Schull- und Veedelszöch
- Weihnachtskonzert (gelegentlich)
- Skifahrt (jährliche Fahrt nach Südtirol)

## Verbindung
Das Gymnasium ist über mehrere Verbindungen der Kölner Verkehrs-Betriebe (KVB) erreichbar. Neben der Bus-Haltestelle Leipziger Platz der Linie 140, die vor der Schule hält, sowie die Bahnlinien 12 und 15 und die Buslinie 147, die an der Haltestelle Florastraße halten.

## Schulleiter
- Karl Hilburg 1903–1906
- Friedrich Kortz 1906–1931
- Karl Eckermann 1931–1945
- Friedrich Schlupp 1946–1954
- Hermann Gundermann 1954–1967
- Winfried Rupprich 1968–1982
- Wolfgang Miege 1982–1984 (komm.)
- Doris Bellebaum 1984–1995
- Manfred Huschner 1995–2006
- Gisela Prinz 2006–2013
- Peter Langel 2013–2015 (komm.)
- Klaus Kombrink-Detemble 2015–2023
- Oliver Baum Seit 2023

## Bekannte Lehrer
- Hans Volkmann (1900–1975), Althistoriker
- Otto Dunkelberg (1900–1964), Organist, Komponist, Pädagoge
- Günther van Norden (1928–2018), Kirchenhistoriker
- Rolf Escher (geb. 1936), Grafiker
- Wolfgang Reinhardt (1943–2011), Leichtathlet

## Bekannte Schüler oder Absolventen

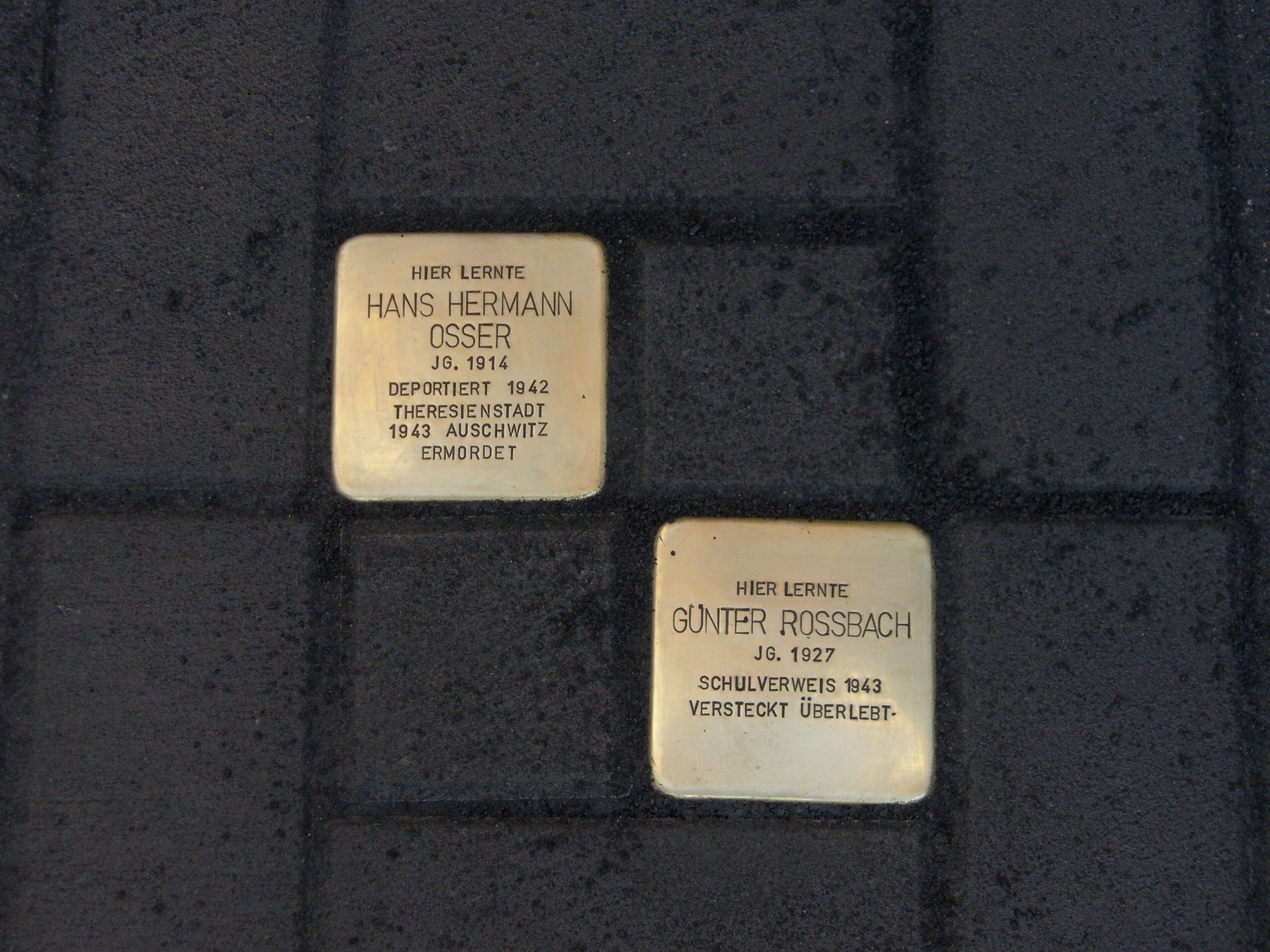
Stolpersteine in Gedenken an ehemalige Schüler

- Emil Dovifat (1890–1969), Politikwissenschaftler
- Mark Neven DuMont (1892–1972), Schriftsteller, Journalist
- Paul von Guilleaume (1893–1970), Automobilrennfahrer
- Paul Langen (1893–1945), Gegner des Nationalsozialismus, Rektor
- Erich Kosiol (1899–1990), Ordinarius für Betriebswirtschaftslehre
- Karl Emil Meyer (1900–1967), Richter am Bundesgerichtshof
- Karl Ludwig Spier (1900–1945), Direktor der Schuhfabrik Lingel in Erfurt[8]
- Fritz Waller (1900–1958), NS-Opfer[9]
- Siegfried Herz (1901–1942), NS-Opfer[10]
- Rudolf Peil (1901–1983), Prälat, Katechetiker, Religionspädagoge
- Hans Schmitt-Rost (1901–1978), Publizist
- Josef Tritz (1902–1986), Oberpostdirektionspräsident Köln
- Hans Rosenberg (1904–1988), Historiker
- Josef Naas (1906–1993), Mathematiker
- Wilhelm Höck (1907–1983), Politiker (CDU)
- Heinrich Karpp (1908–1997), Privatdozent für Kirchengeschichte
- Erich F. Bender (1909–1983), Regisseur
- Hans Erich Kubach (1909–1999), Kunsthistoriker
- Rudolf Jung (1909–1961), Geodät
- Erwin Bücken (1910–2005), deutscher Dichterarzt
- Albrecht Fabri (1911–1998), deutscher Schriftsteller[11]
- Wilhelm Hoenerbach (1911–1991), Islamwissenschaftler
- Hermann Stumpf (1912–1997), Jurist, Vizepräsident des BAG
- Heinrich Eduard Miesen (1913–1947), Redakteur, Schriftsteller
- Herbert Franke (1914–2011), Sinologe
- Hans Hermann Osser (1914–1943), NS-Opfer[12]
- Alfred Schlieper (1915–1941), Kapitänleutnant[13]
- Herbert Britz (1917–2011), Arzt, 1. Vorsitzender Marburger Bund
- Otto C. Winzen, (1917–1979), deutsch-amerikanischer Flugfahrtingenieur[14]
- Willi Schlombs (1920–1993), Architekt
- Hans Albert (1921–2023), Philosoph und Soziologe
- Albert Pick (1922–2015), Fachmann auf dem Gebiet des Papiergeldes
- Walter Lippert (1926–2021), Komtur des Ritterorden vom Heiligen Grab zu Jerusalem[15]
- Günter Roßbach (1927–2001), Geiger im Gürzenich-Orchester Köln[16]
- Erwin Scheuch (1928–2003), Soziologe
- Wolfram Gehring (geb. 1928), Organist
- Bernhard Worms (1930–2024), Politiker (CDU)
- Rolf Gundlach (1931–2016), Ägyptologe
- Gerhart Baum (1932–2025), Rechtsanwalt, Politiker (FDP)
- Egbert Harzheim (1932–2012), Mathematiker
- Dieter Klöckner (1935–2025), Musikwissenschaftler
- Dieter Kastrup (1937–2025), Jurist und Diplomat
- Dieter Krause (geb. 1937), Hockeyspieler[17]
- Eckart Pilick (geb. 1937), Autor
- Paul Stelkens (geb. 1937), Jurist
- Walter Pastor (1939–2024), Jurist
- Klaus-Dieter Fröhlich (1940–2019), Regisseur
- Hermann Heck (geb. 1940), Sportmediziner
- Manfred Mausz (1940–2014), Bildhauer, Maler, Designer
- Bernhard Teriet (1940–2015), Arbeitsmarkt- und Berufsforscher[18]
- Günter Wallraff (geb. 1942), Enthüllungsjournalist und Schriftsteller.
- Günter Fandel (geb. 1943), Wirtschaftswissenschaftler
- Karl-Heinz Göttert (geb. 1943), Germanist
- Erhart Graefe (geb. 1943), Ägyptologe
- Werner Marnette (geb. 1945), Manager und Politiker (CDU)
- Michael Krause (1946–2024), ehemaliger deutscher Hockeynationalspieler und Sportfunktionär
- Helmut Reuter (geb. 1946), Psychologe
- Hermann Horstkotte (geb. 1947), Althistoriker
- Klaus Dieter Düxmann (geb. 1949), Diplomat
- Manfred Ommer (1950–2021), Leichtathlet, Fußballfunktionär
- Norbert Finzsch (geb. 1951), Historiker
- Holger Weinert (geb. 1951), Journalist, Fernsehmoderator
- Harald Summa (geb. 1953), Internetpionier
- Frank Hocker (1956–2023), Gitarrist und Sänger
- Gerd Köster (geb. 1957), Sänger Kölscher Mundart
- Michael Opperskalski (geb. 1957), Autor, Journalist
- Franz Schemmer (geb. 1960), Richter am Bundesverwaltungsgericht
- Alfred Schäfer (geb. 1963), Archäologe
- Stefan Weidner (geb. 1967), Islamwissenschaftler
- Felor Haghighi(-Niat) (Felor Badenberg) (geb. 1975), Juristin
- Luan Gummich (geb. 1989), Schauspieler
- Ludwig Langer (LGoony) (geb. 1994), Rapper

## Trivia
Das Gymnasium diente für mehrere Film- und Fernsehproduktionen als Filmkulisse. Neben Produktionen wie dem Tatort Köln wurde unter anderem für die Kinofilme Hilfe, ich hab meine Lehrerin geschrumpft, Rheingold und Köln 75 die Schule als Kulisse genutzt. Weitere Fernsehproduktionen: SOKO Köln – Tod in der Milchstraße (ZDF), Mama geht nicht mehr (ZDF)